# Pomník Karla IV. (Praha, Staré Město)
Pomník Karla IV. v Praze na Křižovnickém náměstí je novogotický pomník postavený Jacobem Danielem Burgschmietem podle návrhu Ernsta Julia Hähnela z roku 1844. Je chráněn jako kulturní památka České republiky.

## Historie
Návrh na zhotovení pomníku pochází z 30. let 19. století. Vzniklo několik návrhů včetně jezdecké sochy doplněné alegorickými postavami fakult univerzity. Uvažovalo se o umístění na Koňském a Dobytčím trhu. V roce 1842 byla ustavena porota ze členů akademického senátu a profesorů a ta zadala práci drážďanskému sochaři Hähnelovi. Slavností odhalení bylo plánováno na rok 1848 k 500. výročí založení Univerzity Karlovy, bylo ale odloženo kvůli revoluci a pomník byl odhalen až 31. ledna 1851.

## Popis

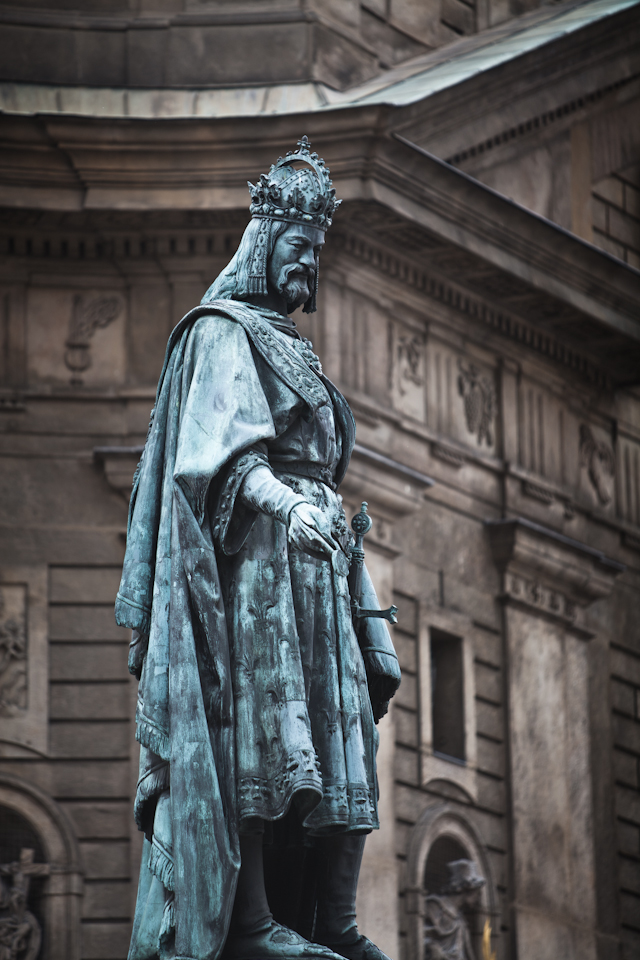
Karel IV.

Na vrcholu pomníku stojí Karel IV. se zakládací listinou univerzity v ruce. Pod ním je nápis „Karolo Quarto Auctori Suo Literarum Universitas / Festo saeculari quinto 1848“. Na podstavci pomníku jsou alegorické sochy všech čtyř tehdejších fakult Univerzity Karlovy – teologické, lékařské, právnické a filosofické. V rozích podstavce jsou menší sochy významných osobností působících u dvora Karla IV.: stavitel Matyáš z Arrasu, arcibiskupové Arnošt z Pardubic a Jan Očko z Vlašimi a (pravděpodobně) nejvyšší komorník Beneš z Vartemberka.
Ohledně identity postavy v severovýchodním rohu podstavce nepanuje shoda. Zatímco Taťána Petrasová v Uměleckých památkách Prahy uvádí nejvyššího komořího Beneše z Vartemberka, článek Eduarda Burgeta Hlavní hrdina neuskutečněných oslav mluví o proboštu Vilému Zajíci z Házmburka (vzhled postavy ale neodpovídá duchovní osobě; jako pravděpodobnější se jeví Zbyněk Zajíc z Hazmburka, velitel českého vojska v Itálii a věrný druh Karla IV., jehož Burget také alternativně uvádí.) Starší článek Karla Stehlíka Dějiny pomníků pražských mluví o Benešovi z Kolovrat. V jiných zdrojích lze narazit i na jméno kanovníka Beneše Krabice z Veitmile; opět lze ale namítnout, že dotyčná postava vzhledem neodpovídá kanovníkovi.